# Николаевка (Бурынский район)
Николаевка (укр. Миколаївка) — село,
Николаевский сельский совет,
Бурынский район,
Сумская область,
Украина.
Код КОАТУУ — 5920985001. Население по переписи 2001 года составляло 641 человек.
Является административным центром Николаевского сельского совета, в который, кроме того, входит село
Бошевка.

## Географическое положение
Село Николаевка находится на берегу реки Курица,
выше по течению на расстоянии в 2,5 км расположено село Воскресенка,
ниже по течению на расстоянии в 1 км расположены сёла Череповка и Карпенково.
По селу протекает пересыхающий ручей с запрудой.

## История
- На околице села расположено городище и поселок развитого средневековья, существует гипотеза, что здесь находился летописный город Зартый[2].
- Село возникло во второй половине XVII веке.

## Экономика
- Молочно-товарная и свинотоварная фермы, машинно-тракторные мастерские.

## Известные люди
- Сидоров А. А. — искусствовед, член-корреспондент АН СССР, родился в селе Николаевка.
- Попов П. Г. — литературовед, фольклорист, член-корреспондент АН УССР, родился в селе Николаевка.
- Топтунов, Леонид Фёдорович — один из работников Чернобыльской АЭС, старший инженер управления реактором энергоблока № 4 в ночь аварии 26 апреля 1986 года.